# Castillo palacio de Belmonte de Gracián
El Castillo palacio de Belmonte de Gracián es una fortaleza construida en el siglo XIV, ubicada el municipio zaragozano de Belmonte de Gracián, en lo alto de un cerro, sobre la población.

## Historia
Palacio fortificado que perteneció a la Comunidad de aldeas de Calatayud, y que sirvió para conservar el archivo de la comunidad en alguna época que desconocemos con certeza. Según Cabañas este palacio sería edificado como segundo castillo de la localidad, como refuerzo de la plaza con motivo de las invasiones castellanas del siglo XIV.

## Descripción
Se trata de un edificio de planta rectangular de unos cuarenta por veinte metros de lado con una torre en cada esquina a modo de alcázar, de las que se conservan solo tres de ellas. Está construido en mampostería y grandes bloques de piedra irregular, preparado para resistir las armas de fuego del siglo XIV. Presenta la base en talud con piedra sillar y en los muros conserva numerosas saeteras. El acceso al recinto se realiza por la fachada norte mediante un arco de medio punto con grandes dovelas.

## Catalogación
El Castillo palacio de Belmonte de Gracián está incluido dentro de la relación de castillos considerados Bienes de Interés Cultural, en virtud de lo dispuesto en la disposición adicional segunda de la Ley 3/1999, de 10 de marzo, del Patrimonio Cultural Aragonés. Este listado fue publicado en el Boletín Oficial de Aragón del 22 de mayo de 2006.